# Toomas Hendrik Ilves
Toomas Hendrik Ilves (* 26. prosince 1953, Stockholm) je estonský politik, syn emigrantů, kteří uprchli z Estonska v roce 1944 spolu s ustupujícími nacisty. V letech 2006 až 2016 byl zvolen do funkce estonského prezidenta. Je bývalým diplomatem a novinářem. Do svého zvolení působil jako člen Evropského parlamentu. Ilves se narodil ve švédském Stockholmu odkud se celá rodina, když mu byly tři roky, odstěhovala do USA. Tam vystudoval Leonia High School a následně psychologii na prestižních amerických univerzitách Columbia University a University of Pennsylvania. U svých kolegů byl známý extrémně konzervativními názory.

## Kariéra
V osmdesátých letech pracoval jako novinář v rádiu Svobodná Evropa a následně se angažoval v boji o získání nezávislosti Estonska v roce 1991. Poté pracoval jako velvyslanec v USA, Kanadě a Mexiku. V prosinci 1996 se stal estonským ministrem zahraničních věcí, kterým byl až do své rezignace v září 1998 jako člen malé opoziční strany (Lidová strana, zemědělsko-konzervativní). Ilves byl zanedlouho zvolen předsedou Lidové strany, která vytvořila volební koalici se Stranou středu. Po parlamentních volbách v březnu 1999 se stal opět ministrem zahraničních věcí, kterým byl až do roku 2002, kdy se rozpadlo vládnoucí trojkoaliční politické seskupení.
Podporoval estonské členství v Evropské unii a vedl také první jednání, která vedla až k připojení Estonska k Evropské unii 1. května 2004. V letech 2001 a 2002 byl předsedou Lidové strany. Z této funkce rezignoval po komunálních volbách, kdy jeho strana získala pouze 4,4 % hlasů. Na začátku roku 2004 se Strana středu přejmenovala na Sociální demokracii. V roce 2003 se stal členem Evropského parlamentu, v květnu 2004 se pak stal plnohodnotným členem. Při volbách do Evropského parlamentu v roce 2004 byl při drtivém volebním vítězství Sociálních demokratů zvolen za tuto stranu europoslancem.

## Vyznamenání
- rytíř I. třídy Norského královského řádu za zásluhy, Norsko, 1999
- velkokříž Řádu cti, Řecko, 1999
- komandér Řádu čestné legie, Francie, 2001
- Řád státního znaku III. třídy, Estonsko, 5. února 2004[2]
- čestný rytíř velkokříže Řádu lázně, Spojené království, 2006[3]
- Řád kříže země Panny Marie I. třídy s řetězem, Estonsko, 3. října 2006[4]
- velkokříž s řetězem Řádu bílé růže, Finsko, 2007[5]
- velkokříž Řádu chryzantémy, Japonsko, 2007
- velkokříž s řetězem Řádu Isabely Katolické, Španělsko, 2007
- velkokříž Řádu Leopoldova, Belgie, 2008
- velkokříž Řádu nizozemského lva, Nizozemsko, 2008
- Řád státního znaku I. třídy s řetězem, Estonsko, 22. února 2008[6]
- velkokříž Řádu Vitolda Velikého se zlatým řetězem, Litva, 25. dubna 2008[7]
- velkokříž Záslužného řádu Maďarské republiky, Maďarsko, 2009
- velkokříž s řetězem Řádu tří hvězd, Lotyšsko, 7. dubna 2009[8]
- Vítězný řád svatého Jiří, Gruzie, 20. ledna 2010
- velkokříž Řádu islandského sokola, Island, 10. června 2010[9]
- Řád přátelství I. třídy, Kazachstán, 2011
- velkokříž s řetězem Řádu rumunské hvězdy, Rumunsko, 2011
- rytíř Řádu Serafínů, 18. ledna 2011
- Národní řád za zásluhy, Malta, 31. května 2012[10]
- Kříž uznání I. třídy, Lotyšsko, 5. června 2012[11]
- velkokříž speciální třídy Záslužného řádu Spolkové republiky Německo, Německo, 2013
- Řád bílé orlice, Polsko, 7. března 2014
- velkokříž Řádu svatého Olafa, Norsko, 2. září 2014[12]
- Řád bílého dvojkříže I. třídy, Slovensko, 2015